# Kasteel van Malvirade

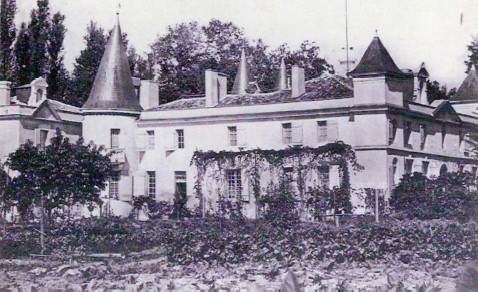
Château de Malvirade (ca 1905), zuidzijde

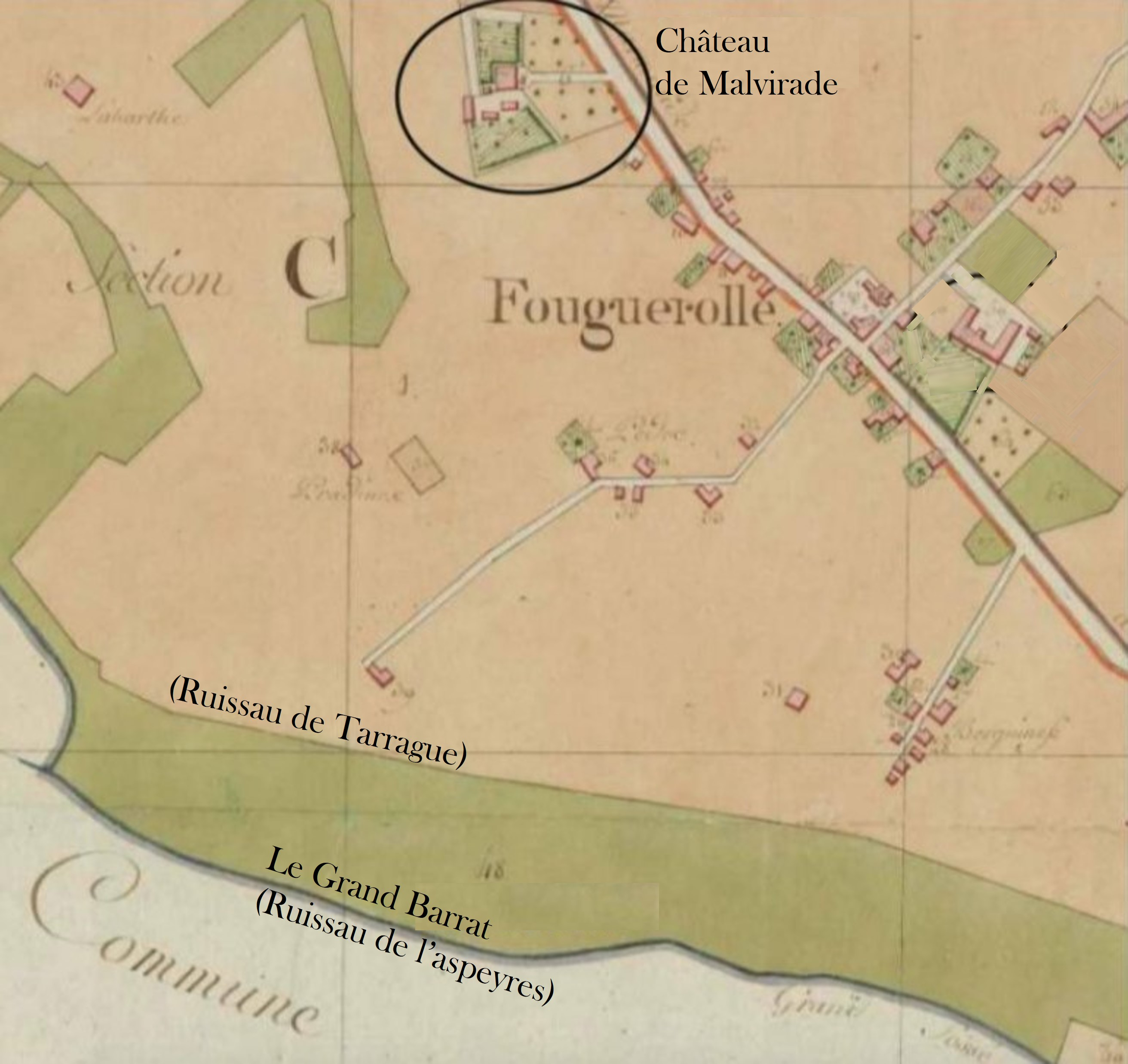
Locatie van château de Malvirade in Fauguerolles, Lot-et-Garonne.

Het 18e-eeuwse kasteel van Malvirade (château de Malvirade), was een kasteel in het plaatsje Fauguerolles in het Franse department Lot-et-Garonne. Het was de thuisbasis van de nobele familie De Galz de Malvirade.

Het kasteel stond in een grote park met oude bomen. Het gebouw had vier torens en smeedwerk op de gevels. Het brandde in 1962 af. Anno 1983 resteerden slechts een serre en een toegangspoort.
In het plaatsje Grézet-Cavagnan in dezelfde departement staat een gelijknamige kasteel, maar daarmee lijkt geen relatie te zijn. 